# ユウスゲ
ユウスゲ（夕菅、学名：Hemerocallis citrina Baroni var. vespertina (H.Hara) M.Hotta）は、ワスレグサ属に分類される多年草の1種。属名(Hemerocallis)は、hemera（1日）とcallos（美しく）の2語に由来する。和名は花が夕方に開き翌日の午前中にしぼみ、葉がスゲに似ていることに由来する。別名が、キスゲ。

## 特徴
茎の高さは100-150 cm。根は黄色いひも状で塊にならない。根生葉は線形で、長さ40-50 cm、幅5-15 cm、2列に出て扇状に開き上部だけわずかに下垂する。1本の茎の先端が花序が枝分かれして、レモン色のラッパ状の花を上向きに次々と咲かせる。ハマカンゾウと異なり花ではアントシアニンは合成されず、花弁は赤味を帯びない。花弁は6つに深く裂け、やや芳香がある。花被片の長さや幅は個体によりいろいろで、花被片の長さは6.5-7.5 cm、花筒の長さは2.5-3 cm。雄蕊は花被片より短く、葯は黒紫色、花柱は雄蕊よりやや長い。花期は7-9月。夕方に花を開き、翌日の午前中にしぼみ、スズメガ媒花である。蒴果は広楕円形で長さ約20 mmで先端がへこむ。種子は長さ約5 mm、黒色の卵形で光沢がある。

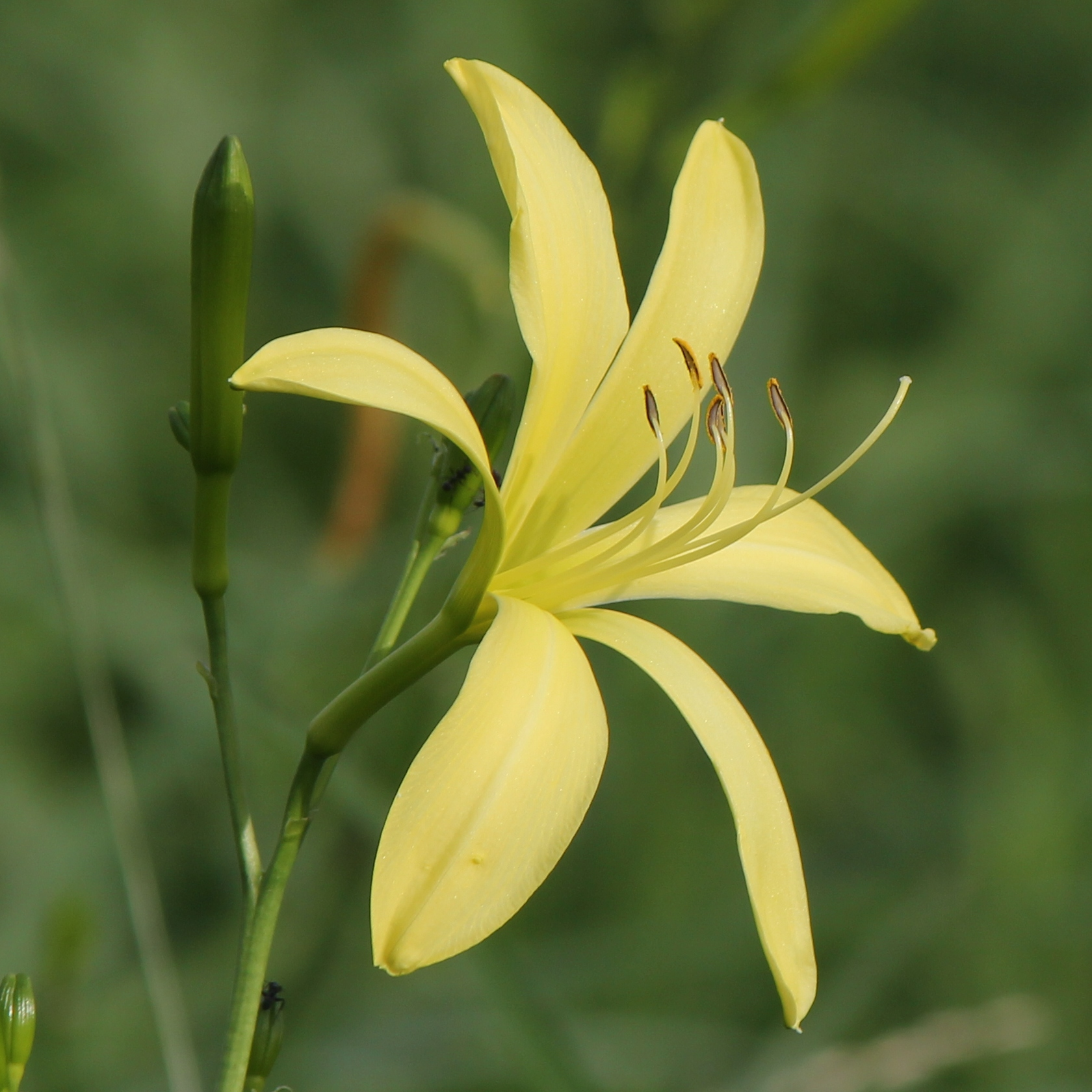
花の細部（正面）
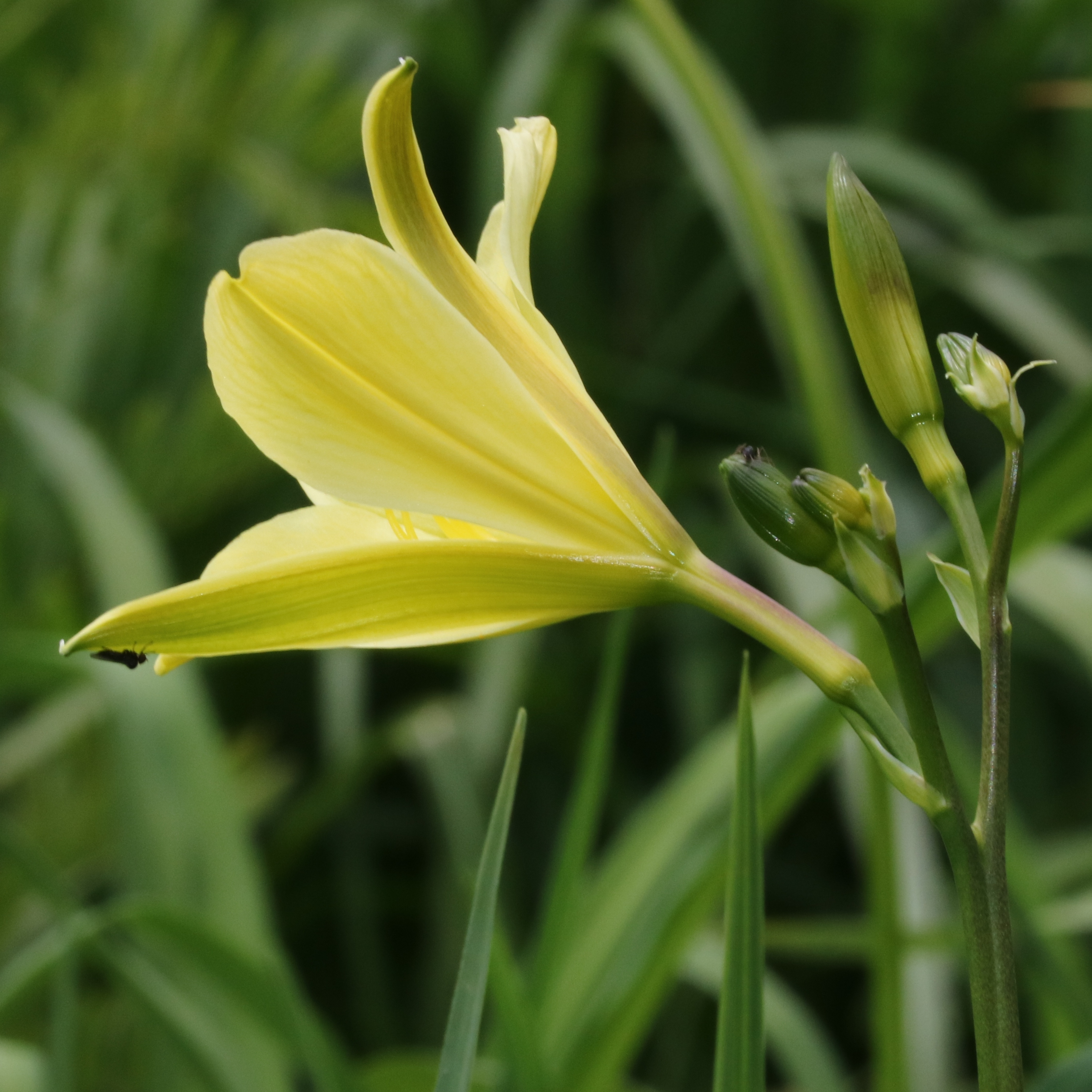
花の側面
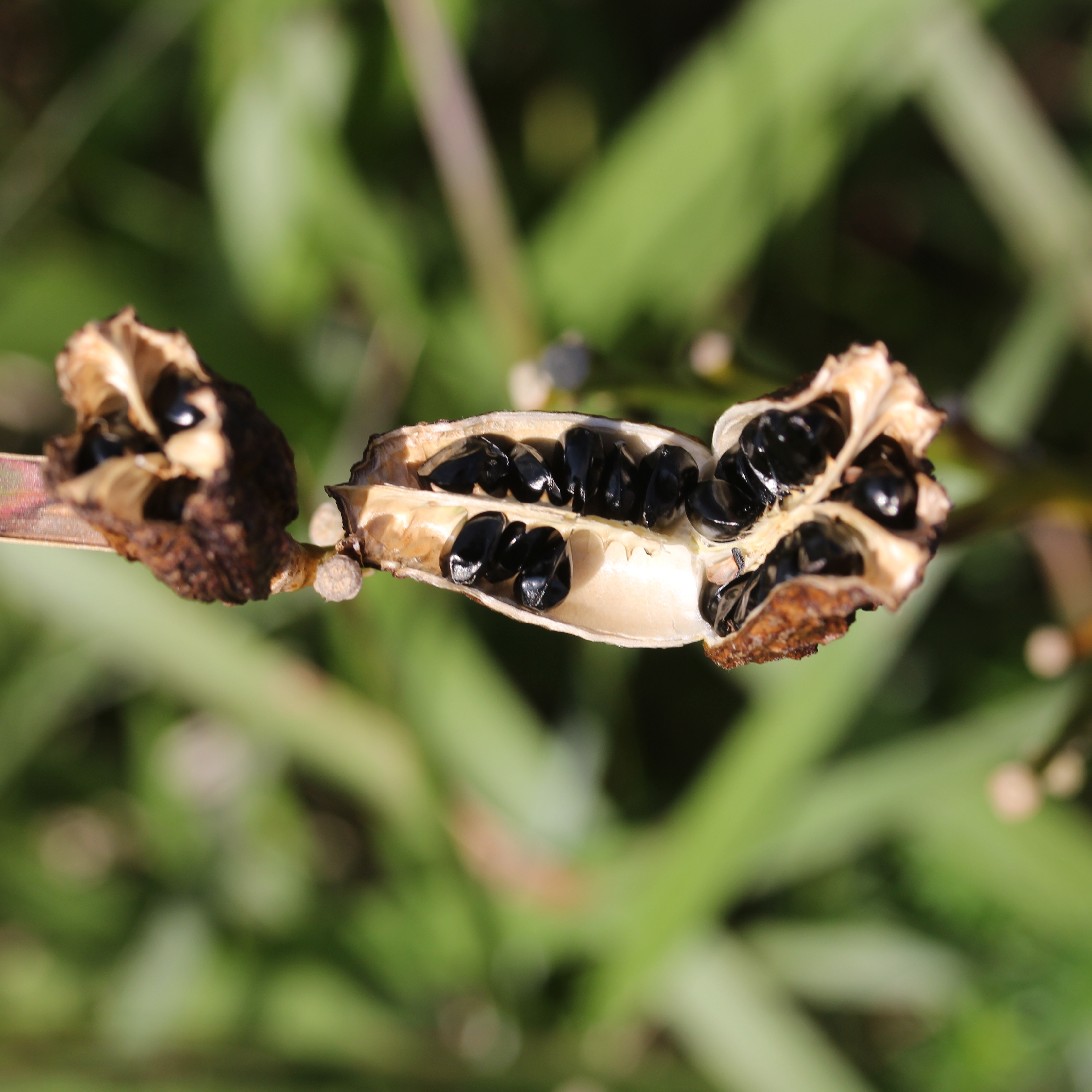
蒴果と種子

## 分布と生育環境
シベリア、中国東北部、朝鮮半島、日本の温帯から暖帯の地域に分布する。
日本では本州、四国、九州に分布する。田中澄江による『新・花の百名山』で榛名山を代表する花の一つとして紹介されている。兵庫県美方郡香美町では町花に指定されている。
山地の草原や林縁などのやや乾いた場所に生育する。中部地方の山地にあるものは葉が広く大型になり、アズマキスゲと呼ばれる。本州南西部から九州のものは葉が狭く、ユウスゲまたはキスゲと呼ばれる。山野草として利用されている。

## 分類

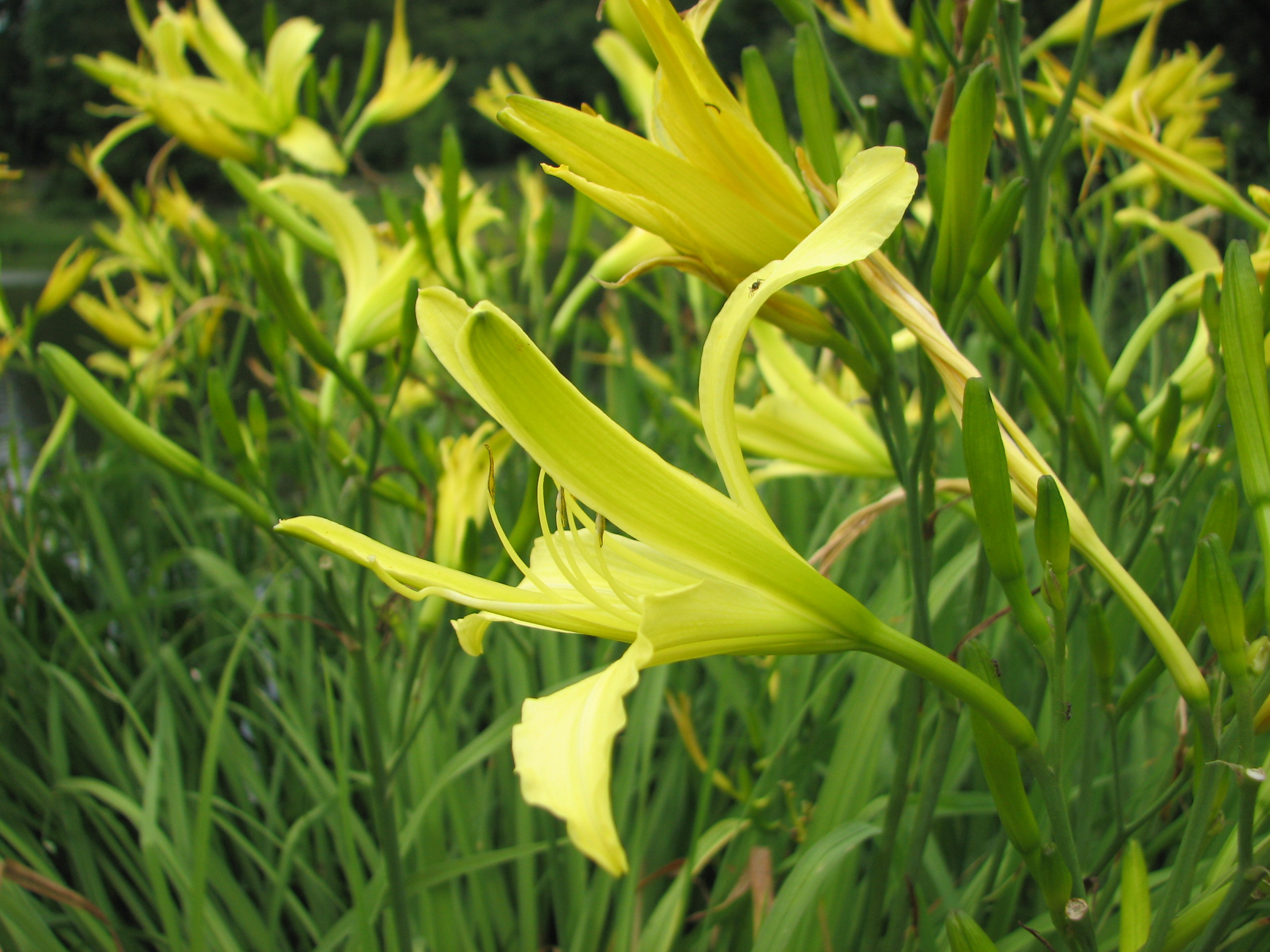
Hemerocallis citrina ウコンカンゾウ

クロンキスト体系・新エングラー体系などの分類ではユリ科に分類されていたが、APG IVではワスレグサ科に含められる。学名はHemerocallis thunbergii auct. non Bakerとする説、独立種とする説、中国原産のウコンカンゾウの変種（Hemerocallis citrina Baroni var. vespertina (H.Hara) M.Hotta）とする説がある。

## 種の保全状況評価
日本では以下の多数の都道府県で、レッドリストの指定を受けている。千葉県では絶滅したものと考えられている。海岸開発、道路工事、草地開発、自然遷移、園芸採集などにより、個体数が減少している地域がある。長野県の霧ヶ峰や滋賀県の伊吹山3合目のユウスゲ群落などでは、ニホンジカの食害により植生の衰退が危惧されている。
静岡県賀茂郡南伊豆町の奥石廊ユウスゲ公園周辺には、ユウスゲ群落があり、富士箱根伊豆国立公園の指定植物の一つとされている。南伊豆町は希少価値の高いユウスゲを保護・育成して地域資源として活用するため、奥石廊・池の原（静岡県道16号下田石廊松崎線沿い）にある日本でも数少ない群生地を整備し、雑草の刈り取りや人工繁殖したユウスゲの苗の移植などを行った。
岐阜県大垣市赤坂町の金生山にある「ユウスゲ自生地」は、2013年（平成25年）2月21日に市の天然記念物に指定された。
- 消息不明・絶滅生物（X） - 千葉県[13]
- 絶滅危惧IA類（CR）- 徳島県[24]、福岡県[25]

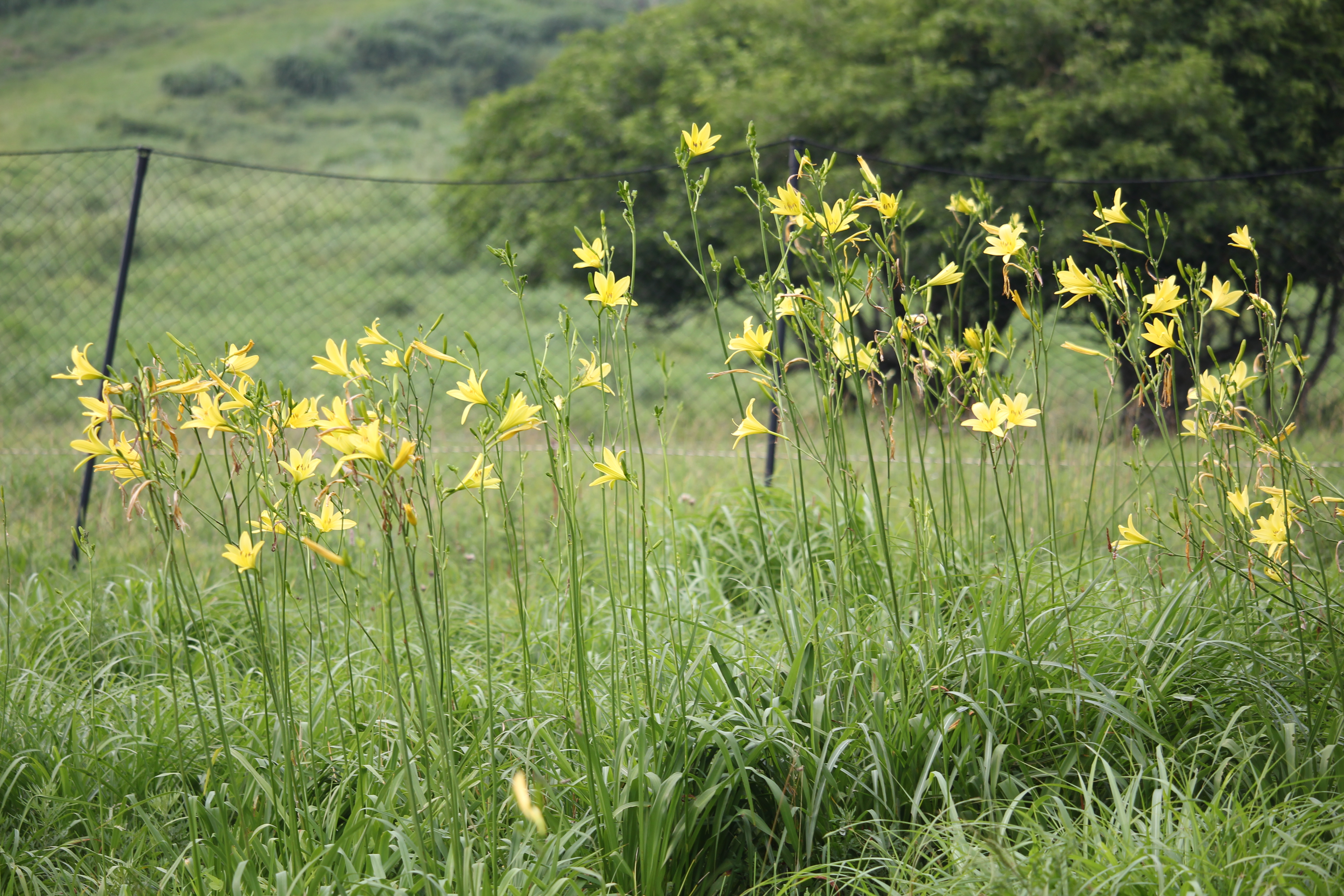
伊吹山（滋賀県米原市）の自生地ではニホンジカなどによる食害対策として、ネットで保護されている。

- 絶滅危惧I類（CRまたはEN） - 福井県[14]、大阪府[26]、島根県[16]
- 絶滅危惧IB類（EN）- 三重県[27]、和歌山県[28]、愛媛県[15]、高知県[29]
- 絶滅危惧II類（VU）- 宮崎県[30]、鹿児島県[31]
- 準絶滅危惧（NT）- 長野県[32]、岐阜県[33]、京都府[34]、香川県[17]、大分県[35]
- 希少種 - 奈良県[36]
- Cランク - 兵庫県[37]
- 分布上重要種 - 滋賀県